# ۷۳۶۷ جوتو دی بوندونه
سیارک ۷۳۶۷ (به انگلیسی: 7367 Giotto، نامگذاری:3077T-1) هفت هزار و سیصد و شصت و هفتمین سیارک کشف شده‌است که در ۲۶ مارس ۱۹۷۱ کشف شد.
قدر مطلق سیارک برابر ۱۳٫۷۰ است.